# توماس میفلین
توماس میفلین (Thomas Mifflin) (زادهٔ ۱۰ ژانویه ۱۷۴۴ – درگذشتهٔ ۲۰ ژانویه ۱۸۰۰)، تاجر، سرباز و سیاستمدار آمریکایی اهل فیلادلفیا، پنسیلوانیا بود. او در سمت-های مختلفی در طول و پس از انقلاب آمریکا خدمت کرده که چندین مورد آن، او را واجد شرایط حضور در زمرهٔ پدران بنیان‌گذار قرار گیرد. وی نخستین فرماندار ایالت پنسیلوانیا میان سال‌های ۱۷۹۰ تا ۱۷۹۹ بود. او همچنین آخرین رئیس پنسیلوانیا پس از بنجامین فرانکلین بود که میان سال‌های ۱۷۸۸ تا ۱۷۹۰ خدمت کرد.
میفلین که در فیلادلفیا به‌دنیا آمد، پس از فارغ‌التحصیلی از کالج فیلادلفیا، تاجر شد. او پس از خدمت در مجلس ایالتی پنسیلوانیا و کنگرهٔ قاره‌ای، جایی که انجمن قاره‌ای را امضا کرده بود، به ارتش قاره‌ای ملحق شد. در طول جنگ انقلابی آمریکا، او دستیار ارتشبد جورج واشینگتن و رئیس کل کارپردازی ارتش قاره‌ای بود و به درجه سرلشکری ارتقا یافت. میفلین در سال ۱۷۸۲ به کنگره بازگشت و در سال ۱۷۸۳ به عنوان رئیس کنگرهٔ قاره‌ای انتخاب شد. او میان سال‌های ۱۷۸۵ تا ۱۷۸۷ با سمت سخنران در مجلس نمایندگان پنسیلوانیا خدمت کرده و سپس از سال ۱۷۸۸ تا ۱۷۹۰ رئیس شورای عالی اجرایی پنسیلوانیا شد.
میفلین نمایندهٔ مجمع فیلادلفیای سال ۱۷۸۷ بود و کنوانسیون قانون اساسی ایالات متحده آمریکا را امضا کرد. او سپس کمیتهٔ نگارندهٔ قانون اساسی خود پنسیلوانیا را اداره کرده و پس از تصویب آن قانون اساسی تبدیل به نخستین فرماندار آن ایالت شد. میفلین در سال ۱۷۹۹ از سمت فرمانداری خارج شده و یک سال پس از آن چشم از جهان فروبست.

## اوایل زندگی و خانواده
میفلین در ۱۰ ژانویه ۱۷۴۴ در فیلادلفیا واقع در ایالت فیلادلفیای چشم به جهان گشود. او فرزند جان میفلین و الیزابت بگنال بود. جد وی جان میفلین پسر (زادهٔ ۱۶۶۱ – درگذشتهٔ ۱۷۱۴) در وارمینستر، ویلتشر، انگلستان چشم به جهان گشود و در ایالت پنسیلوانیا سکونت داشت.
میفلین در سال ۱۷۶۰، از کالج فیلادلفیا (دانشگاه فیلادلفیای امروزی) فارغ‌التحصیل شده و به حرفهٔ بازرگانی ویلیام بیدل پیوست. او پس از بازگشت از یک سفر اروپایی در سال ۱۷۶۵، کسب و کار تجاری با برادرش، جورج میفلین، راه‌اندازی کرد.
میفلین در ۴ مارس سال ۱۷۶۷ با نوهٔ عمو/عمه/خاله/دایی خود، سارا موریس، ازدواج کرد. دخترشان، امیلی میفلین با جوزف هاپکینسون، پسر فرانسیس هاپکینسون ازدواج کرد. پس از مرگ سارا درسال ۱۷۹۰، امیلی میزبان پدرش و بنا بر منابع خانوادگی، چهار دختر در خانواده که «همگی بانوان زیبایی بودند» شد. یک منبع نشان می‌دهند که سارا «از خود فرزندی نداشت».

## خدمات نظامی

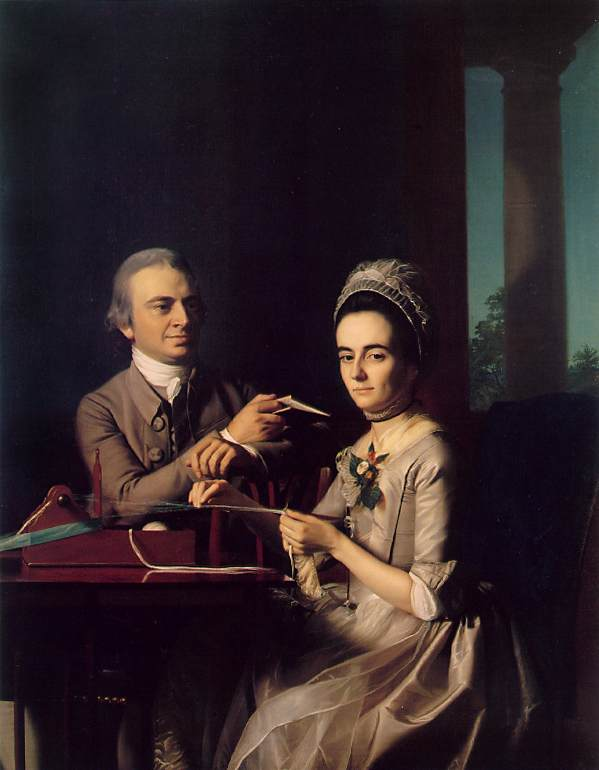
تصویر توماس میفلین در کنار همسرش توماس تاجر، سرباز و سیاستمدار آمریکایی اهل ایالت فیلادلفیا، شهر پنسیلوانیا بود

در اوایل جنگ انقلاب، میفلین کنگرهٔ قاره‌ای را ترک کرد تا در ارتش قاره‌ای خدمت کند. او با درجهٔ سروان در ارتش منصوب شد. سپس تبدیل به یکی از دستیاران ارشد جورج واشینگتن شد.
در ۱۴ اوت ۱۷۷۵، واشینگتن، میفلین را به عنوان نخستین رئیس کل کارپردازی ارتش با دستور کنگره، انتخاب کرد. گرچه گفته می‌شد که او در این شغل علی‌رغم تمایل خود به حضور در خط مقدم، بسیار موفق و مناسب است، ولی سؤالاتی در مورد عدم تأمین مناسب واشینگتن و سربازان در دره فورج مطرح شد. به این دلیل که گفته شد، او تجهیزات لازم قشون در درهٔ فورج، را انبار کرده و آنها را به بالاترین قیمت به فروش رسانده‌است. بنابر گزارش‌های، پس از آنکه واشینگتن از این موضوع مطلع شد، میفلین درخواست استعفاء از سمت رئیس کل کارپردازی ارتش داد ولی با توجه به اینکه کنگره مشکلاتی برای یافتن جایگزین برای او داشت، متقاعد شد که مسئولیت خود را ادامه دهد.
رهبری میفلین در نبرد ترنتون و نبرد پرینستون موجب ارتقای درجهٔ وی به سرتیپ تمام شد. مناظره‌ای در کنگره به وجود آمد در مورد اینکه یک ارتش ملی مناسب‌تر و کارآمدتر است یا بهتر است هر ایالت نیروی نظامی خود را حفظ کند. در نتیجهٔ این مناظره، هیئت جنگ کنگره ایجاد شد که میفلین میان سال‌های ۱۷۷۷ تا ۱۷۷۸ در آن خدمت کرد. سپس او بار دیگر به ارتش ملحق شد ولی این بار به واسطهٔ انتقاداتی که به او در سمت رئیس کل کارپردازی ارتش وارد آمده بود، نقش فعال کمتری بر عهده گرفت. میفلین متهم به اختلاس شد و از تحقیقات استقبال کرد. با این حال، این موضوع هرگز ثابت نشد. او از کمیسیون خود استعفاء داد، اما کنگره حتی پس از پذیرش استعفاء او همچنان از مشاوره‌هایش استقبال می‌کرد.

## حرفهٔ سیاسی

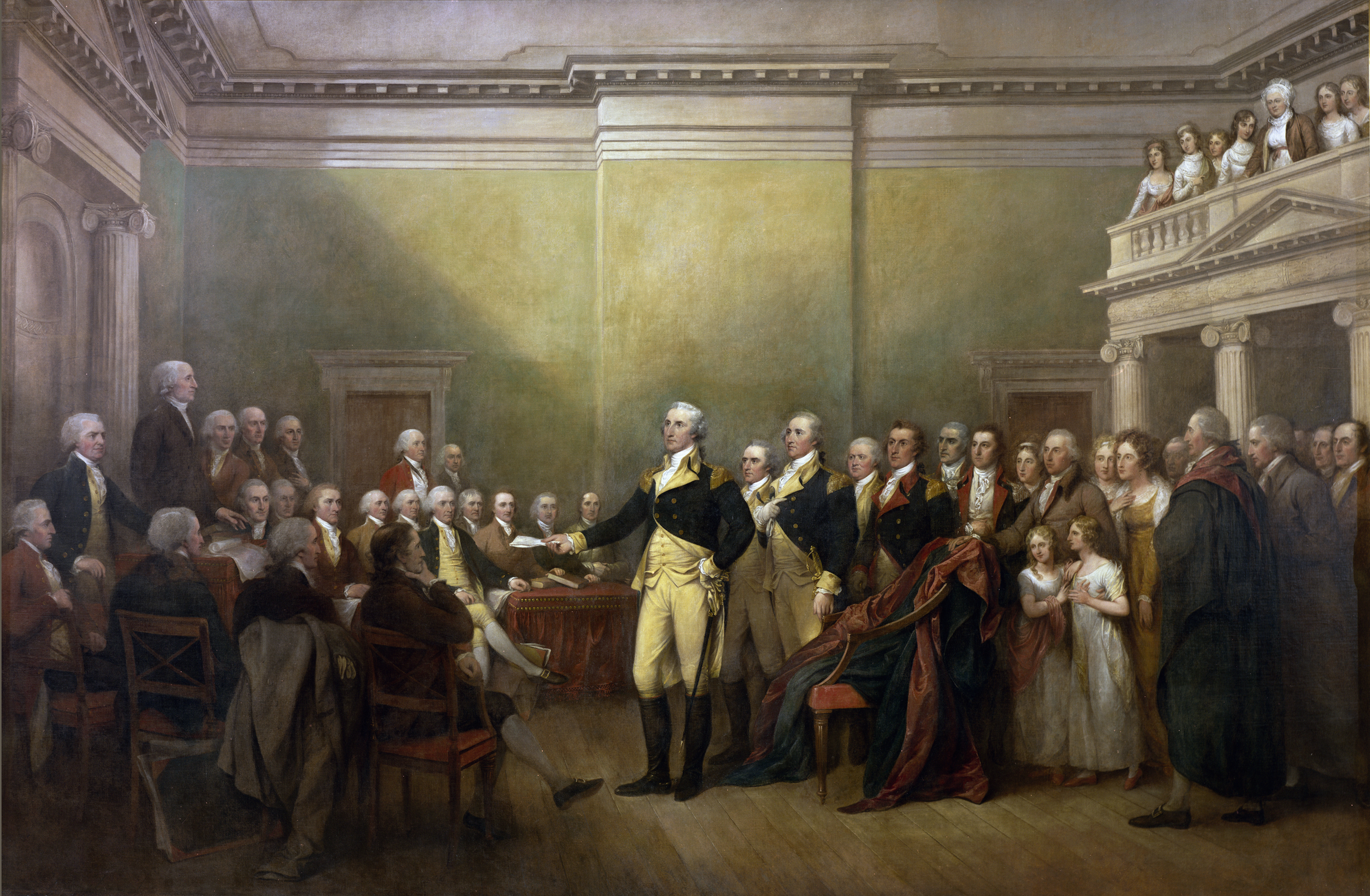
ژنرال جورج واشینگتن در حال استعفا از عنوان خود: استعفای جورج واشینگتن به عنوان فرمانده کل ارتش در کنگره را به تصویر می‌کشد که در آن زمان در کاخ ایالتی مریلند در آناپولیس در ۲۳ دسامبر ۱۷۸۳ جلسه داشت. این اقدام از اهمیت زیادی برخوردار بود. ایجاد حکومت غیرنظامی و نه نظامی که منجر به جمهوری می‌شود نه دیکتاتوری. واشینگتن در کنار دو دستیار که رئیس کنگره، توماس میفلین، و دیگرانی مانند البریج گری، توماس جفرسون، جیمز مونرو و جیمز مدیسون را مورد خطاب قرار می‌دهند، ایستاده‌است. خانم واشینگتن و سه نوه‌اش در حال تماشا از گالری نشان داده می‌شوند، اگرچه آنها در واقع در این مراسم حضور نداشتند. جان ترامبول (۱۷۵۶–۱۸۴۳) در کانکتیکات، پسر فرماندار به دنیا آمد. پس از فارغ‌التحصیلی از دانشگاه هاروارد، در ارتش قاره ای تحت فرماندهی ژنرال واشینگتن خدمت کرد. او نقاشی را نزد بنجامین وست در لندن آموخت و روی نقاشی تاریخ تمرکز کرد. این نقاشی رنگ روغن روی بوم اکنون در روتوندای کاپیتول ایالات متحده در واشینگتن دی سی قرار دارد.

پیش از استقلال آمریکا، میفلین میان سال‌های ۱۷۷۲ تا ۱۷۷۶ عضو مجلس ایالتی پنسیلوانیا بود. او دو دوره در کنگره قاره‌ای از سال‌های ۱۷۷۴ تا ۱۷۷۵ و ۱۷۸۲ تا ۱۷۸۴ خدمت کرد که مدت هفت ماه از آن میان نوامبر ۱۷۸۳ تا ژوئن ۱۷۸۴، سمت رئیس کنگره را بر عهده داشت.
مهم‌ترین وظیفهٔ میفلین به عنوان رئیس، پذیرفتن استعفاء ارتشبد جورج واشینگتن در ۲۳ دسامبر ۱۷۸۳ از طرف کنگره بود. پس از جنگ، اهمیت و جایگاه کنگره به شدت کاهش یافت تا آنجا که میفلین برای متقاعد کردن ایالات به اعزام نمایندگان‌شان به کنگره برای تصویب معاهده پاریس، کار دشواری داشت. جلسهٔ بررسی معاهدهٔ پاریس در نهایت در روز ۱۴ ژانویهٔ ۱۷۸۴ در خانه ایالت مریلند در آناپولیس تشکیل شد. میفلین همچنین توماس جفرسون را به سمت وزیر در فرانسه برگزید و دستیار سابق خود، سرهنگ جوزیا هارمار را به فرماندهی هنگ اول آمریکایی منصوب کرد.
میفلین بعدها به عنوان نماینده مجمع قانون اساسی ایالات متحده در سال ۱۷۸۷ خدمت کرد. وی از امضاءکنندگان انجمن قاره‌ای و قانون اساسی بوده‌است. او از سال‌های ۱۷۸۵ تا ۱۷۸۸ در مجلس عمومی پنسیلوانیا خدمت کرد. او همچنین عضو شورای عالی اجرایی مشترک‌المنافع پنسیلوانیا بوده که در ۵ نوامبر ۱۷۸۸ به عنوان رئیس این شورا انتخاب و جایگزین بنجامین فرانکلین شد. میفلین در ۱۱ نوامبر ۱۷۸۹ مجدداً با اکثریت آرا به عنوان رئیس انتخاب شد. او ریاست کمیته‌ای را برعهده داشت که قانون اساسی ایالت ۱۷۹۰ پنسیلوانیا نوشت. این سند شورای اجرایی را منحل و یک فرماندار را جایگزین آن کرد.
میفلین در ۲۱ دسامبر ۱۷۹۰ تبدیل به آخرین رئیس ایالت پنسیلوانیا و نخستین فرماندار مشترک‌المنافع شد. او تا ۱۷ دسامبر ۱۷۹۹ که توماس مک-کین جانشینش شد، مسئولیت فرمانداری را بر عهده داشت. سپس به مجلس ایالتی بازگشت و تا ماه بعد و زمان مرگش در آن مجلس خدمت نمود.

## زندگی شخصی
اگرچه خانوادهٔ میفلین برای چهار نسل از کوئیکرها بودند، او با پیوستن به ارتش قاره‌ای از جامعهٔ مذهبی دوستان خارج شد؛ زیرا که درگیری او با ارتش با آموزه‌های صلح طلبانهٔ آن مذهب در تضاد بودند. میفلین در سال ۱۷۶۸ به عضویت جامعهٔ فلسفی آمریکا پیوست و در آنجا تحت عنوان منشی به عنوان دو سال خدمت کرد. او همچنین میان سال‌های ۱۷۷۳ تا ۱۷۹۱ متولی کالج و آکادمی فیلادلفیا (دانشگاه پنسیلوانیای امروزی) بوده که دو سال از آن یعنی از ۱۷۷۳ تا ۱۷۷۵ سمت خزانه‌دار را بر عهده داشت.

## مرگ و میراث
میفلین در ۲۳ ژانویه ۱۸۰۰ لنکستر، پنسیلوانیا چشم از جهان فروبست. او در کلیسای مقدس لوتری ترینیتی در لنکستر به خاک سپرده شد.
نشان تاریخی مشترک‌المنافع پنسیلوانیا در خارج از ترینیتی مقدس که در سال ۱۹۷۵ اهدا شده، یادبود توماس وارتون و میفلین، نخستین و آخرین رئیس‌جمهور پنسیلوانیا بر اساس قانون اساسی پنسیلوانیا در سال ۱۷۷۶ را گرامی می‌دارد. در آن نوشته شده‌است:
کلیسای مقدس لوتری ترینیتی در سال ۱۷۳۰ تأسیس شده‌است. جلسه‌ای برای پیمان بومیان در سال ۱۷۶۲ در ساختمان اصلی کلیسا برگزار و عمارت فعلی در سال ۱۷۶۶ وقف شده‌است. در اینجا پیکر توماس وارتون (درگذشتهٔ ۱۷۷۸) و فرماندار توماس میفلین (درگذشتهٔ ۱۸۰۰) به خاک سپرده شده‌است. 

## ارجاعات
1. ↑  "John Mifflin, II". Geni. Retrieved September 19, 2015.
2. ↑  Emily Mifflin
3. ↑  McKenney, Janice E. Women of the Constitution, Wives of the Signers, Sarah Morris Mifflin, Lanham, Maryland: The Scarecrow Press, Inc. , 2013.
4. ↑  "Colonial and Revolutionary Families of Pennsylvania, New Series, Volume IV, Edited by Wilfred Jordan, p. 18, New York, Lewis Historical Publishing Company, Inc. , 1932".
5. ↑  Egle, William Henry (1898). Some Pennsylvania Women During the War of the Revolution. Excerpt at Klos, Stanley. "Sarah Morris Mifflin". ThomasMifflin.com.
6. ↑  Risch, Erna (1981). Supplying Washington's Army. Washington, D.C.: U.S. Army Center of Military History. pp. 30–31. Archived from the original on 17 June 2010. Retrieved 21 April 2022.
7. ↑  Unger, Harlow Giles (2010). Patrick Henry, Lion of Liberty. Da Capo Press.
8. ↑  Wright, Robert K. , Jr.; MacGregor, Morris J. , Jr. (1987). "Thomas Mifflin". Soldier-Statesmen of the Constitution. U.S. Army Center of Military History. pp. 109–11. Archived from the original on 3 September 2014. Retrieved 21 April 2022.
9. ↑  Alexander, John K. (February 2000). "Mifflin, Thomas". American National Biography Online. {{cite web}}: Missing or empty |url= (help)
10. ↑  "Avalon Project - Paris Peace Treaty - Proclamation of January 14, 1784". avalon.law.yale.edu. Retrieved 2021-08-19.
11. ↑  Minutes of the Supreme Executive Council of Pennsylvania, from its organization to the termination of the Revolution. [March 4, 1777 – December 20, 1790]. Harrisburg: Commonwealth of Pennsylvania. 1852–1853.
12. ↑  "Thomas Mifflin". Pennsylvania Historical and Museum Commission. Archived from the original on 2001-11-04.{{cite web}}:  نگهداری یادکرد:پیوند نامناسب (link)
13. ↑  "Thomas Mifflin". Adherents.com. Archived from the original on April 22, 1999.{{cite web}}:  نگهداری یادکرد:پیوند نامناسب (link) Citing Ferris, Robert G., ed. (1976). Signers of the Constitution: Historic Places Commemorating the Signing of the Constitution (revised ed.). Washington, DC: U.S. Department of the Interior, National Park Service. pp. 193–94.
14. ↑  "Thomas Mifflin (1744–1800)". Penn in the 18th Century. University of Pennsylvania. Archived from the original on 2018-04-23.
15. ↑  توماس میفلین در دایرکتوری زندگی‌نامه‌ای کنگره ایالات متحده
16. ↑  "Thomas Mifflin", Pennsylvania State Historical Marker. بایگانی‌شده  در مه ۲۶, ۲۰۰۸ توسط Wayback Machine